# Gottlob Obenland
Karl Gottlob Obenland (* 2. Februar 1871 in Ilsfeld; † 3. Juni 1966 ebenda) war Landwirt und Landtagsabgeordneter (Württembergischer Bauern- und Weingärtnerbund).

## Biografie
Obenland entstammt einer seit Jahrhunderten in Ilsfeld nachgewiesenen Bauernfamilie. Er arbeitete zunächst in der elterlichen Landwirtschaft, wo er ab 1890 als Pferdehalter auch Fuhrdienste mit Steinen aus den Ilsfelder Steinbrüchen zum Straßenbau und später zum Bau der Bottwartalbahn übernahm. Beim großen Ilsfelder Stadtbrand von 1904 war er stellvertretender Feuerwehrhauptmann, löste den ersten Alarm aus und unternahm erste Löschversuche. In der Folgezeit war er ab 1905 Mitglied des Bürgerausschusses und von 1909 bis 1933 Gemeinderatsmitglied.
Er erwarb sich Verdienste um die 1912 erfolgte Elektrifizierung des wiederaufgebauten Ortes, war jahrelang stellvertretender Bürgermeister, Steuerschätzer beim Finanzamt Bietigheim, Anerbenrichter beim Amtsgericht Besigheim, Ortsbauernführer sowie Aufsichtsratsmitglied der Darlehenskasse. Von 1919 bis 1933 war er Vorstand des Landwirtschaftlichen Bezirksvereins Besigheim
Von 1922 bis 1932 war Obenland Abgeordneter des Württembergischen Bauern- und Weingärtnerbundes im Württembergischen Landtag.
Aus Anlass seines 80. Geburtstages wurde er 1951 zum Ehrenbürger seines Heimatortes Ilsfeld ernannt.